# Tony Allen (muzyk)
Tony Oladipo Allen (ur. 12 sierpnia 1940 w Lagos, zm. 30 kwietnia 2020 w Paryżu) – nigeryjski perkusista, kompozytor, autor tekstów. W drugiej części życia mieszkał i pracował w Paryżu. Jeden z twórców kładących podwaliny gatunku muzycznego, jakim jest Afrobeat.

## Dyskografia
| Rok  | Tytuł                                                   | Artysta                            | Wytwórnia                  |
| ---- | ------------------------------------------------------- | ---------------------------------- | -------------------------- |
| 1969 | Koola Lobitos (64-68) / The 69' Los Angeles Sessions    | Fela Ransome Kuti                  | Barclay                    |
| 1970 | Fela's London Scene                                     | Fela Ransome Kuti                  | Barclay                    |
| 1971 | Live !                                                  | Fela Ransome Kuti                  | Barclay                    |
| 1971 | Open & Close                                            | Fela Ransome Kuti                  | Barclay                    |
| 1972 | Roforofo Fight                                          | Fela Ransome Kuti                  | Barclay                    |
| 1972 | Shakara                                                 | Fela Ransome Kuti                  | Barclay                    |
| 1973 | Afrodisiac                                              | Fela Ransome Kuti                  | Barclay                    |
| 1973 | Gentlemen                                               | Fela Ransome Kuti                  | Barclay                    |
| 1974 | Confusion                                               | Fela Ransome Kuti                  | Barclay                    |
| 1974 | He Miss Road                                            | Fela Ransome Kuti                  | Barclay                    |
| 1975 | Jealousy                                                | Tony Allen                         | Soundworkshop              |
| 1975 | Alagbon Close                                           | Fela Ransome Kuti                  | Barclay                    |
| 1975 | Everything Scatter                                      | Fela Ransome Kuti                  | Barclay                    |
| 1975 | Excuse O                                                | Fela Ransome Kuti                  | Barclay                    |
| 1975 | Expensive Shit                                          | Fela Ransome Kuti                  | Barclay                    |
| 1975 | Monkey Banana                                           | Fela Ransome Kuti                  | Barclay                    |
| 1975 | Noise For Vendor Mouth                                  | Fela Ransome Kuti                  | Barclay                    |
| 1976 | Ikoyi Blindness                                         | Fela Anikulapo Kuti                | Barclay                    |
| 1976 | Kalakuta Show                                           | Fela Anikulapo Kuti                | Barclay                    |
| 1976 | Na Poi                                                  | Fela Anikulapo Kuti                | Barclay                    |
| 1976 | Unnecessary Begging                                     | Fela Anikulapo Kuti                | Barclay                    |
| 1976 | Upside Down                                             | Fela Anikulapo Kuti                | Barclay                    |
| 1976 | Yellow Fever                                            | Fela Anikulapo Kuti                | Barclay                    |
| 1977 | Progress                                                | Tony Allen                         | Phonogram                  |
| 1977 | Fear Not For Man                                        | Fela Anikulapo Kuti                | Barclay                    |
| 1977 | J.J.D - Live At Kalakuta Republik                       | Fela Anikulapo Kuti                | Barclay                    |
| 1977 | No Agreement                                            | Fela Anikulapo Kuti                | Barclay                    |
| 1977 | Opposite People                                         | Fela Anikulapo Kuti                | Barclay                    |
| 1977 | Sorrow Tears And Blood                                  | Fela Anikulapo Kuti                | Barclay                    |
| 1977 | Stalemate                                               | Fela Anikulapo Kuti                | Barclay                    |
| 1977 | Zombie                                                  | Fela Anikulapo Kuti                | Barclay                    |
| 1979 | No Accommodation for Lagos                              | Tony Allen                         | Phonogram                  |
| 1979 | Unknown Soldier                                         | Fela Anikulapo Kuti                | Barclay                    |
| 1979 | V.I.P.                                                  | Fela Anikulapo Kuti                | Barclay                    |
| 1979 | No Discrimination                                       | Tony Allen and the Afro Messengers | Shanu Olu Records          |
| 1980 | Music Of Many Colours                                   | Fela Anikulapo Kuti / Roy Ayers    | Barclay                    |
| 1985 | Never Expect Power Always (N.E.P.A.)                    | Tony Allen with Afrobeat 2000      | Moving Target              |
| 1986 | I Go Shout Plenty                                       | Fela Anikulapo Kuti                | Afrodisia                  |
| 1998 | Ariya                                                   | Tony Allen                         | Comet                      |
| 1999 | Black Voices                                            | Tony Allen                         | Comet                      |
| 1999 | Ariya (remixes)                                         | Tony Allen                         | Comet                      |
| 1999 | The Two Sides Of Fela - Jazz & Dance                    | Fela Anikulapo Kuti                | Barclay                    |
| 1999 | Racubah! - A Collection of Modern Afro Rhythms          | Various Artists                    | Comet                      |
| 2000 | Black Voices Alternate take Featuring Mike 'clip' Payne | Tony Allen                         | Comet                      |
| 2000 | Black Voices Remixed                                    | Tony Allen                         | Comet                      |
| 2000 | Mountains Will Never Surrender                          | Doctor L                           | Jive                       |
| 2000 | The Allenko Brotherhood Ensemble Part 1                 | Various Artists                    | Comet                      |
| 2000 | The Allenko Brotherhood Ensemble Part 2                 | Various Artists                    | Comet                      |
| 2000 | The Allenko Brotherhood Ensemble Part 3                 | Various Artists                    | Comet                      |
| 2000 | Modern Answers To Old Problems                          | Ernest Ranglin                     |                            |
| 2000 | Afrobeat...No Go Die !                                  | Various Artists                    | Shanachie                  |
| 2001 | The Allenko Brotherhood Ensemble                        | Various Artists                    | Comet                      |
| 2001 | The Allenko Brotherhood Ensemble Part 4                 | Various Artists                    | Comet                      |
| 2001 | The Allenko Brotherhood Ensemble Part 5                 | Various Artists                    | Comet                      |
| 2001 | The Allenko Brotherhood Ensemble Part 6                 | Various Artists                    | Comet                      |
| 2002 | Homecooking                                             | Tony Allen                         | Wrasse Records             |
| 2002 | Every Season                                            | Tony Allen                         | Comet                      |
| 2002 | Eager Hands & Restless Feet                             | Tony Allen                         | Wrasse Records             |
| 2004 | Awa Band                                                | Bababatteur                        | Ekosound                   |
| 2004 | Live                                                    | Tony Allen                         | Comet                      |
| 2006 | Lagos No Shaking                                        | Tony Allen                         | Astralwerks                |
| 2007 | The Good, The Bad & The Queen                           | The Good, The Bad & The Queen      | EMI                        |
| 2007 | 5:55                                                    | Charlotte Gainsbourg               | Because/Vice               |
| 2009 | Secret Agent                                            | Tony Allen                         | World Circuit Records      |
| 2009 | Inspiration Information                                 | Jimi Tenor & Tony Allen            | Strut                      |
| 2010 | Black Voices Revisited                                  | Tony Allen                         | Planet Woo / Comet Records |
| 2012 | Afrobeat Makers (Tony Allen Rhythms Revisited)          | Tony Allen                         | Planet Woo / Comet Records |
| 2013 | Meus Filhos Afrobeat Rework                             | Tony Allen (feat. BNegao)          | Planet Woo / Comet Records |
| 2014 | Film Of Life                                            | Tony Allen                         | Planet Woo / Comet Records |
| 2017 | The Source                                              | Tony Allen                         | Blue Note                  |
| 2017 | A Tribute To Art Blakey And The Jazz Messengers         | Tony Allen                         | Decca Records France       |